# Solaseed Air Presents 篠田麻里子の九州・沖縄 空のものがたり
Solaseed Air Presents 篠田麻里子の九州・沖縄 空のものがたり（ソラシドエア プレゼンツ しのだまりこのきゅうしゅう おきなわ そらのものがたり）は、TOKYO FMをキーステーションに九州8局ネットで放送されていたラジオ番組。

## 概要
福岡県出身の篠田麻里子が、九州・沖縄エリアのグルメ、自然、アミューズメントなどの情報を紹介する番組。毎月テーマを設けて放送。

## ネット局
TOKYO FMと九州・沖縄のJFN加盟8局でネット。AuDee 、radiko（プレミアム含む）で聴取可能。
| 放送地域 | 放送局名   | 放送時間             | 備考       |
| -------- | ---------- | -------------------- | ---------- |
| 東京都   | TOKYO FM   | 日曜日 9:55 - 10:00  | 制作局     |
| 大分県   | FM大分     | 日曜日 9:55 - 10:00  | 同時ネット |
| 佐賀県   | FM佐賀     | 日曜日 9:55 - 10:00  | 同時ネット |
| 熊本県   | FM熊本     | 日曜日 9:55 - 10:00  | 同時ネット |
| 長崎県   | FM長崎     | 日曜日 10:55 - 11:00 | 遅れネット |
| 鹿児島県 | FM鹿児島   | 日曜日 10:55 - 11:00 | 遅れネット |
| 沖縄県   | FM沖縄     | 日曜日 10:55 - 11:00 | 遅れネット |
| 福岡県   | FM FUKUOKA | 日曜日 12:55 - 13:00 | 遅れネット |
| 宮崎県   | FM宮崎     | 日曜日 12:55 - 13:00 | 遅れネット |